# Faust aux enfers
Pour les articles homonymes, voir Faust (homonymie).
 (juillet 2025).
Pour plus de détails, voir Fiche technique et Distribution.
Faust aux enfers est un film réalisé par Georges Méliès, sorti en 1903.

## Synopsis
Le diable Méphisto entraîne Faust dans une longue descente sous terre. Il fait apparaître les uns après les autres des danseuses, un monstre tentaculaire, des démons en culotte et des flammes. Faust refuse de le suivre dans une crevasse, mais est contraint par Méphisto de descendre avec lui : arrivés au fond de la caverne, ils voient des démons dotés de piques, dansant. Méphisto surgit alors du sous-sol et déploie de larges ailes de chauve-souris, au milieu de la liesse générale.

## Fiche technique
- Titre : Faust aux Enfers
- Réalisation : Georges Méliès
- Scénario : Georges Méliès, d'après La Damnation de Faust de Berlioz
- Décors : Georges Méliès
- Costumes : Jehanne d'Alcy
- Production : Georges Méliès
- Société de production : Star Film
- Sociétés de distribution :  Georges Méliès (France)
- Pays d'origine :  France
- Format : noir et blanc, composé de 16 tableaux
- Genre : féerie
- Durée : 6 minutes (145 mètres)[1]
- Dates de sortie :
  - France : 1903

## Interprétation
- Méphisto : Georges Méliès

## Autour du film
Georges Méliès adapte Faust dans trois autres films : Faust et Marguerite en 1897, La Damnation de Faust en 1898 et Damnation du docteur Faust en 1904.